# Lestradea
Lestradea is een geslacht van straalvinnige vissen uit de familie van de cichliden (Cichlidae).

## Soorten
- Lestradea perspicax Poll, 1943
- Lestradea stappersii (Poll, 1943)